# 11. Feld-Division
11. Feld-Division foi uma divisão de campo da Luftwaffe que prestou serviço durante a Segunda Guerra Mundial, combatendo com a Heer. Criada em Outubro de 1942, durou pouco mais de um ano. Em Novembro de 1943, quando estava estacionada na Grécia, a divisão foi absorvida pelo Exército.

## Comandantes
- Karl Drum, Outubro de 1942 - 9 de Novembro de 1943[2]